# Xenomolgula mira
Xenomolgula mira är en sjöpungsart som beskrevs av Ärnbäck 1931. Xenomolgula mira ingår i släktet Xenomolgula och familjen kulsjöpungar. Inga underarter finns listade i Catalogue of Life.